# せとっこ
せとっこは愛知県瀬戸市の市民団体。正式名称は、「特定非営利活動法人 ネットワーク・せとっこ」

## 概要
2005年に開催された「愛知万博」で、様々な分野のボランティア活動を長年続けてきたメンバーが集まり結成され、生まれた団体である。
市民が主体となる地域社会づくりを維新するため、学校、企業、市民と市民活動団体との仲介支援などの事業を行っている。

## 主な活動・事業
- せとっこの主たる活動としては、瀬戸市より受託し「瀬戸市市民活動センター」[2]を運営していることが挙げられる。
- また、地域に根差した活動を幅広く展開しており「わいわいセール」と呼ばれる、市民の手作り作品を販売する場づくりや「陶都の恋さがし」と呼ばれる結婚支援の街コン[3]なども開催している。
- 「せと・市民塾」と呼ばれる講習や、「アトリエ」と呼ばれる地域の学び場づくりなども行い、

地域に根差しながら市内向け、また市外向けに幅広く活動している。